# Moselbrück
Moselbrück ist eine Fernsehserie, von der von 1987 bis 1993 in drei Staffeln 30 Folgen ausgestrahlt wurden. Sie beschreibt das Leben einer Winzerfamilie an der Mosel. Mitgewirkt haben Liane Hielscher, Jocelyne Boisseau, Bernd Seebacher, Christoph Engen, Margot Leonard, Hans Putz und viele andere mehr. Kulisse für Moselbrück war das Dorf Ürzig an der Mosel. Drehorte waren unter anderem Bernkastel-Kues, Cochem, Wittlich und Traben-Trarbach.

## Inhalt
Das Weingut „Moselbrück“, das seit drei Jahrhunderten im Besitz der Familie Zerfass ist und Weine von hoher Qualität herstellt, leidet unter der steigenden Nachfrage nach süßen Billigweinen. Unerwartet stirbt der Inhaber Roland Zerfass und hinterlässt seiner Witwe Hanna ein hoch verschuldetes Unternehmen. Sie scheint damit überfordert, obwohl ihr Sohn Gunther und Stiefsohn Martin tatkräftig zur Seite stehen. Als die Banken sich weigern, weitere Kredite zu vergeben, fordert der Weinhändler Ludwig, der Bruder des Verstorbenen, sein Darlehen in Höhe von 80.000 Mark zurück und hofft damit, dass Hanna „Moselbrück“ an ihn verkaufen muss.

## Staffel- und Episodenführer
| Nr. (ges.) | Nr. (St.) | Originaltitel                | Erstausstrahlung D | Drehbuch                              |
| ---------- | --------- | ---------------------------- | ------------------ | ------------------------------------- |
| 1          | 1         | Schwieriges Erbe             | 2. Jan. 1987       | Hans Dieter Schreeb Hans-Georg Thiemt |
| 2          | 2         | Die große Liebe              | 1987               | Hans Dieter Schreeb Hans-Georg Thiemt |
| 3          | 3         | Die Prinzessin auf der Erbse | 1987               | Hans Dieter Schreeb Hans-Georg Thiemt |
| 4          | 4         | Neue Hoffnung                | 1987               | Hans Dieter Schreeb Hans-Georg Thiemt |
| 5          | 5         | Die Regatta                  | 1987               | Hans Dieter Schreeb Hans-Georg Thiemt |
| 6          | 6         | Der Weinskandal              | 1987               | Hans Dieter Schreeb Hans-Georg Thiemt |
| 7          | 7         | Die Auktion                  | 1987               | Hans Dieter Schreeb Hans-Georg Thiemt |
| 8          | 8         | Der Opernball                | 1987               | Hans Dieter Schreeb Hans-Georg Thiemt |
| 9          | 9         | Die Hochzeit                 | 1987               | Hans Dieter Schreeb Hans-Georg Thiemt |
| 10         | 10        | Reiner Wein                  | März 1987          | Hans Dieter Schreeb Hans-Georg Thiemt |

| Nr. (ges.) | Nr. (St.) | Originaltitel        | Erstausstrahlung D |
| ---------- | --------- | -------------------- | ------------------ |
| 11         | 1         | Neue Pläne           | Juli 1990          |
| 12         | 2         | Die Einladung        | 10. Okt. 1990      |
| 13         | 3         | Reise nach Ungarn    | 17. Okt. 1990      |
| 14         | 4         | Das Geständnis       | 24. Okt. 1990      |
| 15         | 5         | Zwischen den Stühlen | 31. Okt. 1990      |
| 16         | 6         | Die Weinkönigin      | 7. Nov. 1990       |
| 17         | 7         | Elfriede kommt       | 14. Nov. 1990      |
| 18         | 8         | Der Kurschatten      | 28. Nov. 1990      |
| 19         | 9         | Die Weinmesse        | 5. Dez. 1990       |
| 20         | 10        | Das Geburtstagsfest  | 12. Dez. 1990      |

| Nr. (ges.) | Nr. (St.) | Originaltitel          | Erstausstrahlung D |
| ---------- | --------- | ---------------------- | ------------------ |
| 21         | 1         | Konkurrenz für Gunther | 4. Dez. 1992       |
| 22         | 2         | Geschäftspraktiken     | 11. Dez. 1992      |
| 23         | 3         | Die Überraschung       | 18. Dez. 1992      |
| 24         | 4         | Die Steuerprüfung      | 8. Jan. 1993       |
| 25         | 5         | Das Zerwürfnis         | 15. Jan. 1993      |
| 26         | 6         | Der Lottogewinn        | 22. Jan. 1993      |
| 27         | 7         | Auf dem Abstellgleis   | 29. Jan. 1993      |
| 28         | 8         | Der Vergnügungspark    | 5. Feb. 1993       |
| 29         | 9         | Die Wahl               | 12. Feb. 1993      |
| 30         | 10        | Entscheidungen         | 19. Feb. 1993      |

Belege: